# Дайто
Дайто́ (яп. 大東市, だいとうし, МФА: [dai̯toː ɕi̥]?) — місто в Японії, в префектурі Осака.     Отримало статус міста 1956 року. Площа становить 18,27 км². Станом на 1 липня 2012 року населення складало 125 915  осіб, густота населення — 6890 осіб/км².     

## Демографія
За даними перепису населення Японії, населення Дайто швидко зростало в 1960-х і 1970-х роках, а потім вирівнялося.

## Історія
Дайто отримало статус міста 1 квітня 1956 року.